# Christian Tell
Christian Tell (n. 12 ianuarie 1808, Brașov, Imperiul Austriac – d. 4/16 februarie 1884, București, România
) a fost un politician și general român.

## Viața și activitatea
S-a născut la Brașov pe 12 ianuarie 1808. Și-a făcut studile la Colegiul Sfântul Sava din București, unde i-a avut ca profesori pe Gheorghe Lazăr și Ion Heliade Rădulescu. A fost influențat de către Ion Heliade Rădulescu, împărtășind abordarea moderată a acestuia, referitoare la afirmarea națională a românilor.
Christian Tell s-a înrolat în forțele militare ale Imperiului Otoman, luptând în Războiul ruso-turc din 1828-1829, unde a primit gradul de căpitan. În 1830, intră în nou-formata armată a Țării Românești, avansând constant în gradele militare. În 1834 s-a căsătorit cu Târșița Ștefănescu, fiica unui mic boier oltean.
În 1843, împreună cu Ion Ghica și Nicolae Bălcescu, a pus bazele societății secrete bucureștene Frăția - care a fost motorul revoluției de la 1848. De asemenea, a susținut în 1857 alegerea deputaților masoni pentru Divanul ad-hoc.
La izbucnirea revoluției de la 1848, Christian Tell a mobilizat trupele pe care le comanda în sprijinul revoluționarilor din Țara Românească, ajungând să fie cunoscut sub numele de „sabia revoluției”. A fost prezent la adunarea de la 9 iunie 1848, care a emis Proclamația de la Islaz, fiind numit printre cei cinci membri ai guvernului provizoriu înființat în acel moment. Christian Tell a făcut de asemenea parte și din noul guvern provizoriu stabilit la București, iar după 19 iulie 1848 a fost membru al locotenenței domnești (împreună cu Ion Heliade Rădulescu și Nicolae Golescu). A militat pentru înființarea și înzestrarea Gărzii Naționale, fiind înaintat la gradul de general.
După înfrângerea revoluției de la 1848, pentru Tell a urmat o perioadă grea a exilului în Franța și apoi în insula Chios și Smirna, o bună bucată de timp fiind despărțit de familie și confruntat, ca de altfel majoritatea românilor aflați în pribegie, cu dificultăți financiare. Împreună cu ceilalți doi membri ai locotenenței domnești, Ion Heliade Rădulescu și Nicolae Golescu, a încercat să reorganizeze emigrația românească (aripa moderată), intrând uneori în conflict cu aripa radicală (Brătienii, C. A. Rosetti, Ion Ghica).
Christian Tell s-a întors din exil în 1857. A fost participant activ (deputat, coordonator al Comisiei Centrale de la Focșani) în mișcarea unionistă, care a dus la dubla alegere ca domnitor în 1859 a lui Alexandru Ioan Cuza și la înființarea a statului unitar român. Tell a sprijinit domnitorul în efortul său de a consolida autoritatea publică și de a iniția reforme. Între decembrie 1862 și 1866, generalul a devenit ministru al Educației și Culturii, în guvernul Nicolae Kretzulescu, și încă o dată, între 1871 și 1874, în guvernul condus de Lascăr Catargiu. Mai târziu, în 1876, liberalii au format un cabinet nou, în timp ce membri ai guvernului conservator, inclusiv Tell, au fost trimiși în judecată pentru acțiunile lor din timpul în care au fost la putere. Politicianul a fost achitat și, de asemenea, exonerat de toate acuzațiile aduse din cauza trecutului său revoluționar. Domnitorul însuși a intervenit pentru el.
Christian Tell a fost profund implicat în viața politică de după 1866, bucurându-se de o mare popularitate și de aprecierea sinceră a lui Carol I. În domeniul realizărilor concrete, contribuția sa politică a fost poate modestă, însă semnificativă la nivelul relațiilor umane și al promovării principiilor etice în viața politică.
În amintirea lui, numele său a fost acordat străzii Luminii, pe care se afla locuința generalului (până astăzi). Pe planul Bucureștilor de la 1911 se poate vedea localizarea acestei case. Din păcate, locuința cu pricina a fost dărâmată în vremea comunismului, iar pe locul ei s-a înălțat un bloc.